# Spoorlijn Grzmiąca – Kostrzyn
De spoorlijn Grzmiąca – Kostrzyn (Gramenz – Küstrin) was een in de Poolse woiwodschappen West-Pommeren en Lubusz gelegen spoorlijn. 
De aanleg van vond plaats tussen 1882 en 1903. De lijn bestaat uit verschillende delen die na 1945, toen de streek van Duitsland naar Polen was overgegaan, tot een spoorlijn Grzmiąca-Kostrzyn zijn samengevoegd. 
- Het gedeelte tussen  Glasow (Głazów) en Küstrin (Kostrzyn) is geopend in 1882 door de Stargard-Cüstriner Eisenbahn-Gesellschaft als deel van een verbinding van Stargard via Pyritz (Pyrzyce) en Soldin (Myślibórz) naar Küstrin. In deze stad aan de Oder was een decennium eerder al een kruising ontstaan van de hoofdlijnen Berlijn – Koningsbergen en Breslau (Wrocław) – Stettin (Szczecin).
- De spoorlijn tussen Glasow en Berlinchen (Barlinek) werd in 1883 door Glasow-Berlinicher Eisenbahngesellschaft geopend.
- In 1895 kwam de lijn van het spoorwegknooppunt Kallies (Kalisz Pomorski) naar Arnswalde (Choszczno) aan de lijn van Posen (Poznań) naar Stettin (Szczecin) gereed.
- De lijn tussen Arnswalde (Choszczno) en Berlinchen (Barlinek) werd in 1898 in gebruik genomen
- In 1900 kwam er een lijn vanuit Kallies (Kalisz Pomorski) naar het noorden, naar Falkenburg (Złocieniec).
- In 1903 werd de lijn verder in noordoostelijke richting uitgebreid tot Gramenz (Grzmiąca). In Gramenz werd aansluiting gegeven op de lijn Neustettin (Szczecinek) - Kolberg (Kołobrzeg).

Op het grootste deel van de lijn rijden sinds 1991 geen passagierstreinen meer. Tussen de stations Kalisz Pomorski Miasto en Kalisz Pomorskie was de lijn tussen 2006 en 2013 weer in gebruik voor enkele dagelijks personentreinen. 
Het goederenvervoer is na 1996 vrijwel overal op de lijn gestaakt. Alleen de delen Złocieniec – Mirosławiec en Barnówko – Kostrzyn zijn nog geopend voor vrachtverkeer.
Op sommige delen van de lijn is een fietspad aangelegd.